# Chaenorhinum calycinum
Chaenorhinum calycinum är en grobladsväxtart som först beskrevs av Joseph Banks och Solander, och fick sitt nu gällande namn av Peter Hadland Davis. Chaenorhinum calycinum ingår i släktet småsporrar, och familjen grobladsväxter. Inga underarter finns listade i Catalogue of Life.